# Cossiers d'Algaida
Els Cossiers d'Algaida són un grup de dansaires de la vila mallorquina d'Algaida que actuen amb motiu de les festes de Sant Honorat i Sant Jaume.

## Història
L'aparició dels cossiers es troba a la festa medieval del Corpus com a figures que acompanyaven la processó, posteriorment la dansa hauria passat a les festes patronals dels pobles. L'origen concret dels cossiers algaidins és desconegut però la semblança amb els Cossiers de Montuïri fan pensar en una relació molt estreta entre els dos grups. La primera documentació que s'ha localitzat és del segle xix.
A la dècada dels seixanta del segle xx els cossiers d'Algaida deixaren de ballar per les festes patronals i començaren actuar per a turistes en un establiment de la carretera de Manacor, fins al punt que de 1965 a 1972 només ballaven en aquesta circumstància. El 1972, un grup de joves que després fundarien la delegació a Algaida de l'Obra Cultural Balear decidiren recuperar la dansa gràcies a les informacions de mestre Joan Tiu, antiga dama. El 24 de juliol de 1973 els cossiers tornaren a sortir a ballar pel poble i des de llavors no s'ha interromput la dansa. El 1987 es renovaren els vestits.

## Els dansaires i els vestits
El grup el formen sis balladors masculins anomenats cossiers, la dama i el dimoni.
Els cossiers porten capell de palla plegat en forma de teula de color decorat amb cintes, flors i estampes de sants. Vesteixen una esclavina blanca amb ornaments de cintes i estampes de sants sobre una camisa blanca i una falda ampla de color diferent del del capell. També porten una falda de la mateixa tonalitat del capell d'on surten cintes, a sota hi porten calçons amples i blancs. Porten calces amb cascavells entrecreuats a les cames i espardenyes blanques. A les mans porten mocadors llargs i brots de murta a l'hivern i alfabeguera a l'estiu. Els colors que combinen són el verd, groc i vermell.
La dama era interpretada antigament per part d'un home, però d'ençà de la recuperació és una dona. Porta capell d'ala ampla blanc lligat amb una cinta vermella, una brusa blanca decorada amb estampes de sants i una falda llarga d'on també pengen cintes. El dimoni porta un vestit negre amb decoració infernal blanca i vermella, una màscara amb banyes i una barrota de fusta a les mans.

## Les danses i la música
Les danses dels Cossiers d'Algaida s'interpreten en la majoria dels casos acompanyades del so del flabiol i el tamborí. Aquestes són Mestre Joan, Els reis, Flor de Murta, Dansa Nova, Obriu-nos, Mergançó, Titoieta (sempre és la darrera i es mata al dimoni), les Bombes (serveix per acompanyar les autoritats i també hi són la xeremia) i l'Oferta (s'executa dins l'església davant la relíquia del sant).

## Actuacions
Els Cossiers d'Algaida actuen de matí el dia del patró del poble, dia 16 de gener. Els cossiers ballen l'Oferta dins l'església i després davant el portal del temple interpreten altres danses.
El dissabte de la festa de Sant Jaume (24 de juliol) els cossiers surten a mitjan horabaixa i fan el quadrat ballant a diversos indrets determinats i a la plaça d'Algaida. El dia de Sant Jaume (25 de juliol) al matí els cossiers ballen l'Oferta dins l'església parroquial i després davant el temple es realitzen alguns balls.